# 神馬町
神馬町（しんめまち）は熊本県宇土市の町丁。旧肥後国宇土郡神馬村、宇土郡轟村大字神馬、宇土市大字神馬。郵便番号は869-0424。人口は772人、世帯数は324世帯（2024年3月31日現在）。丁目を持たない単独町名である。住居表示は全域で未実施。

## 地理
市の東部で宇土半島基部に位置している。北で椿原町、北東で古城町、東で入地町、南側で栗崎町、南東で神合町、西で石橋町と接している。また当地には馬場、城の行政区が設置されている。
当地にある西岡台は、宇土半島の主峰の大岳からの火山噴出物である旧期輝石安山岩が基盤となっており、独立した丘陵を形成している。また、西岡台付近には中世宇土城址や西岡神宮といった史跡が位置している。

### 小字
小字は以下の通りである。
- 一町田
- 居屋敷
- 古城
- 三ノ城
- 塩田
- 城下
- 千畳敷
- 西岡
- 西平
- 馬場下
- 日平
- 舞出
- 山下

## 歴史
1969年（昭和44年）に轟小学校が宇土小学校に統合された。。また、1972年（昭和47年）12月23日には宇土城（西岡）として当地の一部が市の史跡に登録された。

### 中世宇土城の発掘

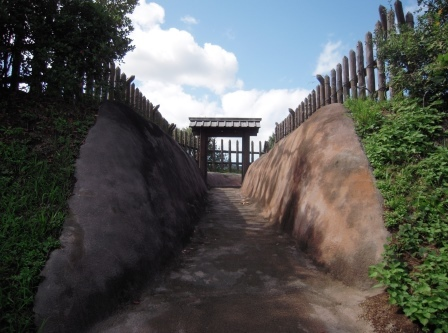
中世宇土城

1974年（昭和49年）1月に宇土市立鶴城中学校を神馬町字千畳敷、三城、日平、西岡、西平に移転することになったが前述の通り当地は史跡に登録されており、1974年（昭和49年）4月から、1975年（昭和50年）3月まで宇土市教育委員会によって事前の発掘調査が行われた。
発掘調査によって当地には縄文時代の貝塚や古墳時代前期の首長居館を始め、中世宇土城に伴う遺構を中心として各時代の遺構が濃密かつ良好に存在することが明らかになった。ただ、埋没遺跡の発見により、また用地売買が難航したことも加え、最終的には1975年（昭和50年）3月31日に鶴城中学校の移転は中止することとなった。

### 沿革
- 1876年（明治9年） - 城神山村と馬場村の合併により神馬村が成立。
- 1889年（明治22年） - 轟村の大字となる。
- 1958年（昭和33年） - 所属が宇土市となる。
- 1966年（昭和41年） - 石橋の一部とともに神馬町に変更される。一部が栗崎町となった。

### 地名の由来
城神山村と馬場村の合成地名。

## 人口と世帯数
2024年（令和6年）3月31日現在の世帯数と人口は以下の通りである。
| 町丁   | 世帯数  | 人口  |
| ------ | ------- | ----- |
| 神馬町 | 324世帯 | 772人 |

### 人口の変遷
| 統計年             | 統計年 | 人口 | 人口 |
| ------------------ | ------ | ---- | ---- |
| 1995年（平成7年）  | [ 7 ]  | 807  |      |
| 2000年（平成12年） | [ 8 ]  | 790  |      |
| 2005年（平成17年） | [ 9 ]  | 726  |      |
| 2010年（平成22年） | [ 10 ] | 701  |      |
| 2015年（平成27年） | [ 11 ] | 696  |      |
| 2020年（令和2年）  | [ 12 ] | 647  |      |

### 行政区ごとの人口
行政区ごとの人口は以下のようになる。
| 行政区 | 世帯数  | 人口  |
| ------ | ------- | ----- |
| 城     | 179世帯 | 450人 |
| 馬場   | 145世帯 | 322人 |
| 計     | 324世帯 | 772人 |

## 小・中学校の学区
市立小・中学校に通う場合、学区は以下の通りとなる。
| 町丁 | 小学校             | 中学校             |
| ---- | ------------------ | ------------------ |
| 全域 | 宇土市立宇土小学校 | 宇土市立鶴城中学校 |

## 交通

### 鉄道
当地に鉄道は通っていない。鉄道を利用する場合の最寄り駅は宇土駅となる。

### バス
- 宇土市
  - 行長しゃん号

## 施設
- 西岡神宮
- 轟保育園
- うと斎場
- 宇土古城跡